# Die Energie 5.2☆11.8
『Die Energie 5.2☆11.8 』(でぃ えねるぎー）は三原順の中編漫画作品。電力会社の社員を主人公にアメリカ合衆国の原子力発電所で起こった「テロ事件」をミステリー仕立てで描いている。
初出は1982年の『LaLa』（白泉社）である。

## 概要
三原は、『はみだしっ子』での1ページ全てを文章で埋めた手法、論理展開が複雑かつ繊細で心理劇のような登場人物のセリフ、緊張感といった特徴で人気を博していた。
作品の発表がスリーマイル島原子力発電所事故（TMI事故）の3年後（チェルノブイリ原子力発電所の事故の4年前）にあたり、当時認識されていた原発の問題や社会問題といったさまざまな見方が、電力会社の従業員たち、被曝の危険性にさらされている現場作業員、反原発の環境活動家、テロリスト、顔の見えない電気を喰らうだけの群衆たちといった登場人物によって語られている。作中では原発に対する是非は述べられておらず、あくまでも、原発をめぐる本格的な議論が物語の中に組み入れている構成となっている。
題名に含まれる「5.2」「11.8」という数字は、「人類が消費する電気エネルギーを5.2とすると、それを生むために17のエネルギーが必要となる」、すなわち「送電ロス等で消費されずに失われるエネルギーが（17 - 5.2 で）11.8に上る」という、当時のエネルギー事情を表している（このことは作中にて描写されている）。
2011年に起きた東日本大震災以降には、「東日本大震災以前に原発の問題点を指摘していたフィクション作品」の1つとして再評価が行われている。本作では原発の問題点の指摘のみではなく、問題の本質が「電力が貯めておけないこと」にあるとし、問題解決には揚水発電所の建設が有効であるものの、住民の反対のために建設できないことを描いており、1982年の時点で、立体的に原発問題を見通していたことを評価されている。
東日本大震災以後にアムネスティ日本に掲載された本作の書評では、ミステリーとして一応の解決を見せるストーリーは付けたしに過ぎず、作中の議論にちりばめられた刺激的な言葉のインパクト、例えば市民運動に共感を覚える読者をえぐるような主人公の言葉が本質であろうと推測している。
1985年に発表された『X Day』は本作の登場人物であるダドリーを主人公にしたスピンオフ作品であり、物語の時系列は本作より未来の出来事になる。また、本作の主人公のルドルフ、隣人のロザリンも『X Day』に登場している。

## あらすじ
舞台は1979年のTMI事故の3年後のアメリカである。
土曜日、ルドルフは電力会社の下請けであるソレンセンの会社に融資引き上げを通告して彼の会社の動産等を電力会社の倉庫に回収した。週明けにソレンセンの手形についての問い合わせが電力会社に殺到している中、ルドルフは支店長から低濃縮ウランの盗難と原発（ザグ）II号炉の停止を要求する脅迫状について知らされる。ルドルフは原発の技師をいっぱい食わせ、原発に対する信頼性を損なう記事を新聞に載せII号炉の停止に持ち込む。
しかし、脅迫の内容はII号炉の停止だけではなく主配水管の破壊も含んでいること、電力会社内部に手引きをしている者がいるらしいことをルドルフは原発の技師から聞く。ルドルフが執念的にソレンセンの曖昧な伝票処理の書類と格闘している中、I号炉の冷却水取入口が何者かによって爆破される。脅迫犯は爆破との関係を否定し、要求をII号炉破壊から金銭に変更し、金の受け渡しにルドルフを指名した。移動中のルドルフの車を横からトラックが海に突き落とし、引き上げたところ金は無くなっていた。電力会社内部の共犯者とは…

## 登場人物
ルドルフ
ルドルフ・ロッシュ。電力会社の幹部職員（支店長補佐）。入社の動機は原発に揚水発電所を併設することによって定格出力を継続しエネルギー効率をあげる計画を公聴会で聞いたためであったが、その計画は住民の反対のため8年の間、許可が下りないままである。マーフィーの法則を信じていると言い、また「気にも入らない味方を頭数だけ増やすより敵をつくった方がまし」と考えている。自らが犠牲者・被害者であることを理由に自己の行動を正当化する考え方を嫌悪しており、最後には「自分は加害者でいい」と断言する。
ロザリン
ロザリン・ブラッシュ。ルドルフの隣人で看護婦。ダドリーを含めて3人で友人関係であったが、ルドルフの勤務する電力会社の原発（ザグ）の近所の13歳の女の子が白血病で死んだことにショックを受け、環境保護団体に入会。ルドルフに好意を抱いていながら、そのことによりルドルフとの関係が悪化する。
支店長
カデルという名がセリフ中で一度言及されているが、ほとんど「支店長」と呼ばれている。ルドルフの上司。アジソン病を患っているのではという噂が立てられている。ソレンセンとは学生時代からの友人。増殖炉の商用利用について不安を抱いている。低濃縮ウランの盗難による脅迫に心労を重ねる様子を見せていたが、実際には首謀者の一員である。参加した動機は「たっぷりと電気を使って生活しながら発電所を非難する連中に電気の足りない生活をさせたかった」ため。
ソレンセン
ケネス・ソレンセン。電力会社の下請け会社の社長。排水設備のバルブメーカーを、70年代に公害防止ブームに乗って大きくしたものの負債を抱えた。電力会社との取引を再開することで手形による取引が可能になり、順調に再建を図っていたところで電力会社が融資引き上げ、不動産・動産・債券による回収をルドルフから通告される。
ダドリー
ダドリー・デヴィット・トレヴァー。ルドルフの元同僚。父親の農場を継ぐために先日退社している。有能なプログラマでクラッキングの技術にも長けている。ルドルフによるソレンセンの伝票の調査に協力し、盗まれた放射性物質の行方の見当をつけた。
ティップ
ティップ・ペイン。使用済み核燃料輸送業社“N運輸”に勤務する運転手。妻は再処理工場の洗い場に勤めて居た。雪の日に飲酒運転で禁止されていた放射性廃棄物輸送を行い、レイクの事故を招き、ルドルフとの喧嘩を起こした。妻との間に生まれた子供は奇形児で間もなく死亡した。ルドルフに対して憎悪を抱き、金の引渡しに勝手にルドルフを指名。計画を崩したこの行動のため、N運輸の爆破に巻き込まれて死亡。
テッド
ルドルフの部下。スポーツ代わりに議論をふっかける趣味を持っている。しかし、ルドルフの考え方についていけず、能力を発揮できない自分に苛立っている。低濃縮ウランの盗難のことを知り、被害者であるはずの電力会社が事実を公表しないことによって加害者になることに心理的に耐えられず退職を決意する。
レイク
ルドルフの同僚であった。ティップの飲酒運転を知りそれを止めるため雪の日に車で飛び出し、事故死。

## 収録書籍
単行本
- 夕暮れの旅 1984年04月初版 ISBN 4-592-11707-7

文庫版
- 三原順傑作選80's 1998年9月初版 ISBN 4-592-88377-2